# Ликон (афинский военачальник)
Ликон (др.-греч. Λύκων) — греческий военачальник конца V века до н. э.
Ликон был родом из Афин. По свидетельству Ктесия, во время правления персидского царя Дария II против того восстал сатрап Лидии Писсуфн. По оценке разных учёных, это выступление могло произойти между 421 и 412 годами до н. э. Писсуфна вместе с греческими воинами сопровождал Ликон. Неоценимую, по оценке исследователя В. П. Орлова, поддержку Дарию II оказали Тиссаферн, Спифридат и Пармис, мотивы которых исторические источники не раскрывают. Царские полководцы подкупили Ликона, чтобы он со своими солдатами покинул мятежного сатрапа. За своё предательство Ликон получил земли и несколько городов.
Некоторые антиковеды (например, Л. Г. Печатнова и С. К. Эдди) считали, что Писсуфн и его сын Аморг обращались к Афинам за вооружённой помощью и получили её. Однако Э. Эндрюз и Г. Уэстлейк отмечали, что происхождение Ликона не может указывать на официальную позицию Афин. Его поведение же характерно для предводителя наёмников, а не государственного стратега. Так, С. Ружичка прямо называл Ликона и его отряд наёмниками, хотя Ктесий этот термин непосредственно не использовал. М. Трандл определял положение афинянина как «нечто среднее». Э. В. Рунг полагал возможным предложить три версии в отношении Ликона: тот был наёмником; был стратегом, неофициально направленным для поддержки Писсуфна; предводительствовал военным контингентом афинян и/или их союзников.